# Fajões
Fajões es una freguesia portuguesa del concelho de Oliveira de Azeméis, con 6,99 km² de superficie y 3.180 habitantes (2001). Su densidad de población es de 454,9 hab/km².